# 石津出入口
石津出入口（いしづでいりぐち）は、大阪府堺市西区の阪神高速道路4号湾岸線の出入口。りんくう（泉佐野）方面のみに接続するハーフICである。
神戸・大阪市内（天保山）方面へは出島出入口（出島料金所）を利用する。
2025年（令和7年）3月18日より入口料金所がETC専用になっている。

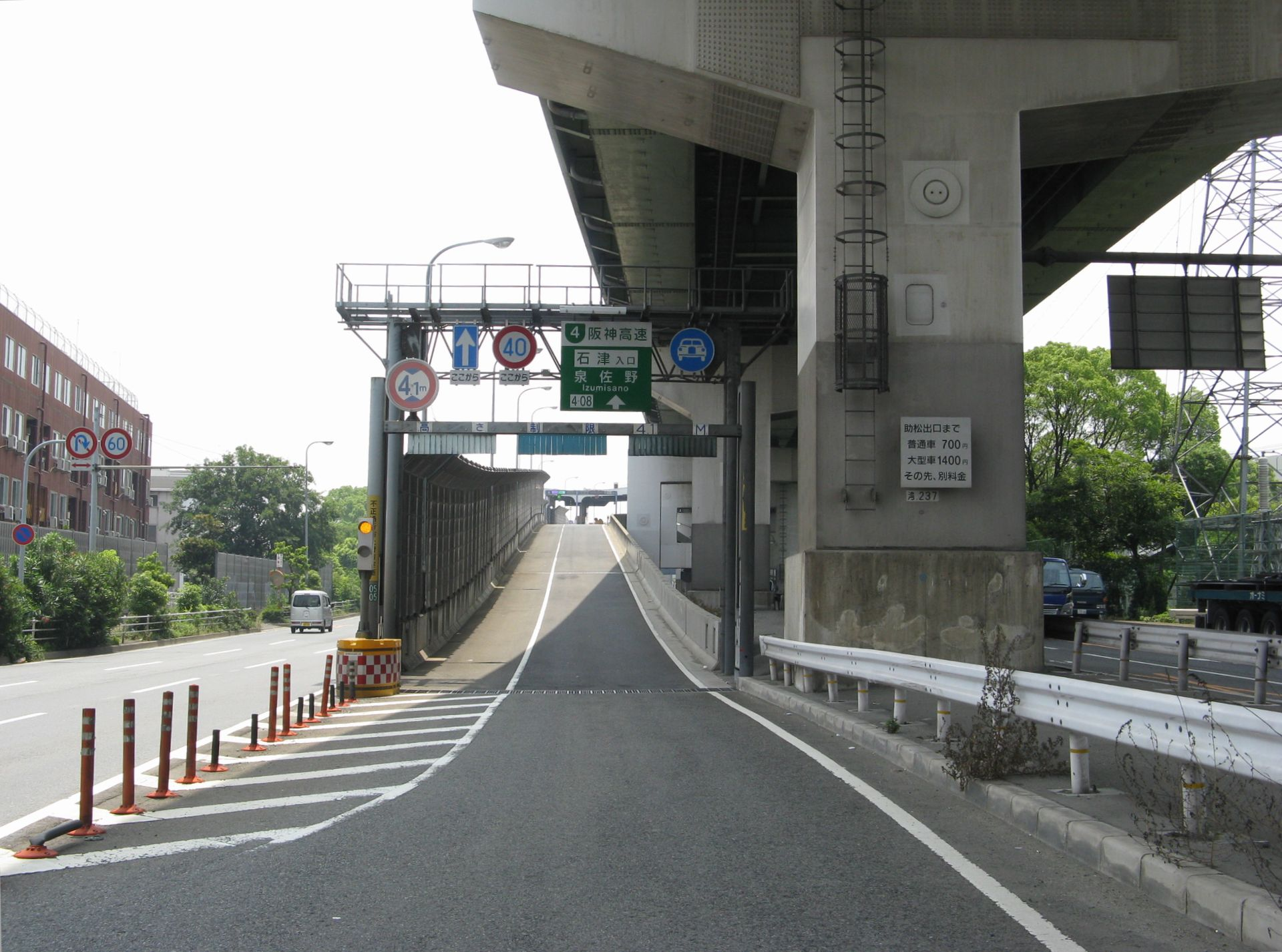
泉佐野方面入口を南望

## 道路
- 阪神高速4号湾岸線(4-08)

## 料金所

### 石津料金所
- ブース数：2
  - ETC専用：1
  - サポート：1

## 案内板
石津出口　堺（市街地）

## 接続する道路
- 大阪府道29号大阪臨海線
- 大阪府道34号堺狭山線（泉北1号線）
- 大阪府道204号堺阪南線（旧国道26号）

## 周辺
- 南海電気鉄道南海本線石津川駅
- 阪堺電気軌道阪堺線石津停留場
- 堺泉北港
- 日立造船工場
- 住金鋼管工場
- 日本製鉄瀬戸内製鉄所阪神地区（堺）
- 横河ブリッジ工場
- 栗本鉄工所
- 丸一鋼管工場
- コスモ石油製油所

## 隣
阪神高速4号湾岸線
(4-07)出島出入口 - (4-08)石津出入口 - (4-09)浜寺出入口